# Аттамбел VIII
Аттамбел VIII — цар Харакени, що правив наприкінці II століття. Його попередником був Абінерга II, а наступником Мага.
Він відомий тільки з монет, викарбуваних під час правління його сина Маги, який називає себе сином царя Аттамбела. Читання імені викликає великі труднощі через погану якість карбування монет цього часу. Можливо, що Аттамбелу VIII належать деякі бронзові монети, які не мають на собі ніяких написів і показують володаря в парфянському стилі.